# 弱小樹蛙
弱小樹蛙（學名:Philautus eximius）是斯里蘭卡特有及絕滅的一種樹蛙。現時僅有一個模式標本，這具標本是於1933年在斯里蘭卡的Dimbulla海拔1500米處收集的。此後該種樹蛙沒有被再次發現，現時相信它們已經絕滅。棲息地破壞可能是它們滅絕的原因。